# Cút Cựu thế giới
Chim cút Cựu thế giới là tên gọi chỉ chung cho một số chi của các loài chim cút cỡ trung bình trong họ chim trĩ Phasianidae. Chúng hiện nay được tìm thấy trong các họ Turnicidae trong bộ choi choi, liên quan chặt chẽ hơn với loài chim, mòng biển và auka. 

## Đặc điểm
Chúng là những con chim cút nhỏ, sống trên mặt đất và là loài ăn hạt, nhưng cũng sẽ ăn côn trùng và những con mồi nhỏ tương tự. Chúng làm tổ trên mặt đất. Một số loài như chim cút Nhật Bản di cư và bay một quãng đường dài. Một số chim cút được nuôi với số lượng lớn. Chim cút đều được nuôi để lấy thịt chim cút hoặc để đẻ trứng. Chúng cũng dễ bị săn bắn, thường thả nhân tạo vào trang trại săn bắn hoặc để bổ sung các quần thể hoang dã. Chim cút được biết đến ăn một số hạt giống độc không có tác động xấu rõ ràng nhưng lưu trữ các chất độc trong cơ thể chất béo của chúng. 

## Các chi
- Chi Coturnix
  - Coturnix coturnix
  - Coturnix japonica
  - Coturnix pectoralis
  - †Coturnix novaezelandiae
  - Coturnix coromandelica
  - Coturnix delegorguei
  - †Coturnix gomerae
  - Coturnix ypsilophora
  - Coturnix adansonii
  - Coturnix chinensis
- Chi Anurophasis
  - Anurophasis monorthonyx
- Chi Perdicula
  - Perdicula asiatica
  - Perdicula argoondah
  - Perdicula erythrorhyncha
  - Perdicula manipurensis
- Ch Ophrysia
  - Ophrysia superciliosa